# ラグラム・ラジャン
ラグラム・ゴヴィンダ・ラジャン（ヒンディー語: रघुराम गोविंद राजन, ラテン文字転写: Raghuram Govinda Rajan、1963年2月3日 - ）は、インドの経済学者。シカゴ大学経営大学院教授（Eric J. Gleacher Distinguished Service Professor of Finance）や、インドの中央銀行であるインド準備銀行の総裁を務めた。専門は金融論、銀行論。

## 略歴
- 1963年 - マディヤ・プラデーシュ州のボーパールに生まれる。
- 1985年 - デリーのインド工科大学を卒業する（科学技術学士（電気））。
- 1987年 - アフマダーバードのインド経営大学（英語版）で経営学修士号（MBA）を取得。
- 1991年 - マサチューセッツ工科大学でPh.D.を取得（博士論文"Essays on Banking"）。
- 1991年 - シカゴ大学経営大学院のファイナンス助教授になる。
- 1995年 - シカゴ大学経営大学院のファイナンス教授
- 2003年～2006年 - IMFの経済顧問およびチーフエコノミスト
- 2007年～2008年 - インドの「ファイナンス部門改革高度レベル委員会」の議長を務める。
- 2008年～2012年 - インド首相に対する経済顧問となる。
- 2012年 - インド内閣財務大臣に対する最高経済顧問となる。
- 2013年9月4日　第23代インド準備銀行総裁に就任（～2016年9月）

## 受賞・栄誉・会員
- 2003年 - アメリカン・ファイナンス学会よりフィシャー・ブラック賞（英語版）を受賞。
- 2009年 - アメリカ芸術科学アカデミーのフェロー。
- 2011年 - NASSCOMの「その年のグローバル・インド人賞」を受賞。
- 2013年 - 金融研究センター（CFS）のドイツ銀行金融経済賞（英語版）を受賞。
- 2017年 - クラリベイト・アナリティクス引用栄誉賞を受賞。

## 学会
- 2001年～2004年 - アメリカン・ファイナンス学会（英語版）の役員。
- 2011年 - アメリカン・ファイナンス学会の会長。

## 著作
- 『フォールト・ラインズ――「大断層」が金融危機を再び招く』、伏見威蕃・月沢李歌子共訳、新潮社、2011年
- 『第三の支柱――コミュニティ再生の経済学』、齊藤誠・月谷真紀共訳、みすず書房、2021年
- （ルイジ・ジンガレスと共著）『セイヴィング　キャピタリゼム』、堀内昭義・アブレウ聖子・有岡律子・関村正悟共訳、慶応義塾大学出版会、2006年